# Anton Haus
Anton Haus (ur. 13 czerwca 1851 w Tolmein, zm. 8 lutego 1917 w Puli) – Wielki Admirał Kaiserliche und Königliche Kriegsmarine. Był głównodowodzącym Austro-Węgierskiej Marynarki Wojennej od 1913 roku, a w 1916 roku został awansowany do stopnia Wielkiego Admirała.

## Życiorys
Urodził się w rodzinie słoweńskojęzycznej. W 1869 r. stąpił do marynarki. Został wykładowcą w Akademii Morskiej w Fiume (obecnie Rijeka); efektem jego badań naukowych było praca Grundzüge der Ozeanographie und maritimen Meteorologie („Metereologia morska i oceaniczna”) z 1891 roku. Po powrocie do służby morskiej był dowódcą kanonierki podczas międzynarodowej pacyfikacji powstania bokserów w latach 1900–1901. Pozostał w Pekinie do 1902 roku.
Awansowany w 1907 roku do stopnia wiceadmirała (Vizeadmiral), był austro-węgierskim przedstawicielem na konwencji haskiej trwającej od maja do października tego roku. W 1912 roku został inspektorem floty (Flotteninspekteur), a 24 lutego następnego roku zastąpił Rudolfa Montecuccoliego na stanowisku Dowódcy Marynarki (Marinekommandant) i szefa Sekcji Marynarki Ministerstwa Wojny (Chef der Marinesektion).
Prawdopodobnie nie zdając sobie sprawy z powagi sytuacji, był nieobecny podczas kryzysu lipcowego w 1914 roku. Podczas kluczowego spotkania 7 lipca 1914 roku, kiedy zdecydowano się na drastyczne akcje przeciwko Serbii, reprezentował go Karl Kailer von Kaltenfels. Po wybuchu wojny Haus został mianowany Dowódcą Floty (Flottenkommandant). Gdy Włochy wypowiedziały wojnę Austro-Węgrom w 1915 roku, nocą 23 na 24 maja Haus wysłał flotę w celu ostrzelania Ankony i innych włoskich portów wzdłuż Adriatyku. Przez większość wojny przeznaczał do aktywnej walki lżejsze jednostki – szybkie krążowniki, niszczyciele i okręty podwodne.
Haus wierzył, że prawdziwa wartość jego floty zależy od możliwości jej działania jako "flota w trwaniu" (ang. fleet in being) w celu odparcia zagrożenia ze strony okrętów alianckich. Jego taktyka spotkała się z dużą krytyką ze strony Niemiec, lecz była popierana przez wysokich rangą oficerów Austro-Węgierskiej Marynarki Wojennej, w tym jej inspektora, arcyksięcia Karola Stefana. Tak samo jak jego niemiecki odpowiednik, Alfred von Tirpitz, Haus popierał strategię nieograniczonej wojny podwodnej.
W 1916 roku Haus stał się jedynym austro-węgierskim oficerem marynarki, który w aktywnej służbie został awansowany na stopień Wielkiego Admirała (Grossadmiral).
2 lutego 1917 roku zmarł w Puli na zapalenie płuc. Został pochowany na cmentarzu wojskowym marynarki (k.u.k. Marinefriedhof). Na pogrzebie obecny był cesarz Karol I, a następnie mianował pośmiertnie Hausa Komandorem Orderu Marii Teresy. Kiedy po wojnie Pula znalazła się na terytorium Włoch, ciało Hausa zostało przeniesione w 1925 roku do Wiednia.
Następcą Hausa na stanowiskach Dowódcy Marynarki i Dowódcy Floty został Maximilian Njegovan, a na stanowisku szefa Sekcji Marynarki Ministerstwa Wojny Karl Kailer von Kaltenfels. Po śmierci tego drugiego w kwietniu 1917 roku Njegovan objął również i to stanowisko. Flota, którą Haus trzymał w gotowości, została podzielona pomiędzy zwycięskie siły aliantów.

## Odznaczenia
Odznaczenia adm. Hausa to między innymi:
- Komandor Orderu Marii Teresy
- Krzyż Zasługi Wojskowej I klasy z dekoracją wojenną
- Krzyż Wielki Orderu Leopolda
- Kawaler Orderu Korony Żelaznej I klasy
- Komandor z Gwiazdą Orderu Franciszka Józefa
- Kawaler Orderu Leopolda
- Krzyż Zasługi Wojskowej III klasy
- Odznaka za Służbę Wojskową II klasy
- Medal Jubileuszowy Pamiątkowy dla Sił Zbrojnych i Żandarmerii
- Krzyż Jubileuszowy Wojskowy
- Krzyż Pamiątkowy Mobilizacji 1912–1913
- Gwiazda Zasługi Czerwonego Krzyża